# Verndale, Minnesota
Verndale là một thành phố thuộc quận Wadena, tiểu bang Minnesota, Hoa Kỳ. Năm 2010, dân số của thành phố này là 602 người.

## Dân số
- Dân số năm 2000: 575 người.
- Dân số năm 2010: 602 người.